# ماری-پی‌یر کونیگ

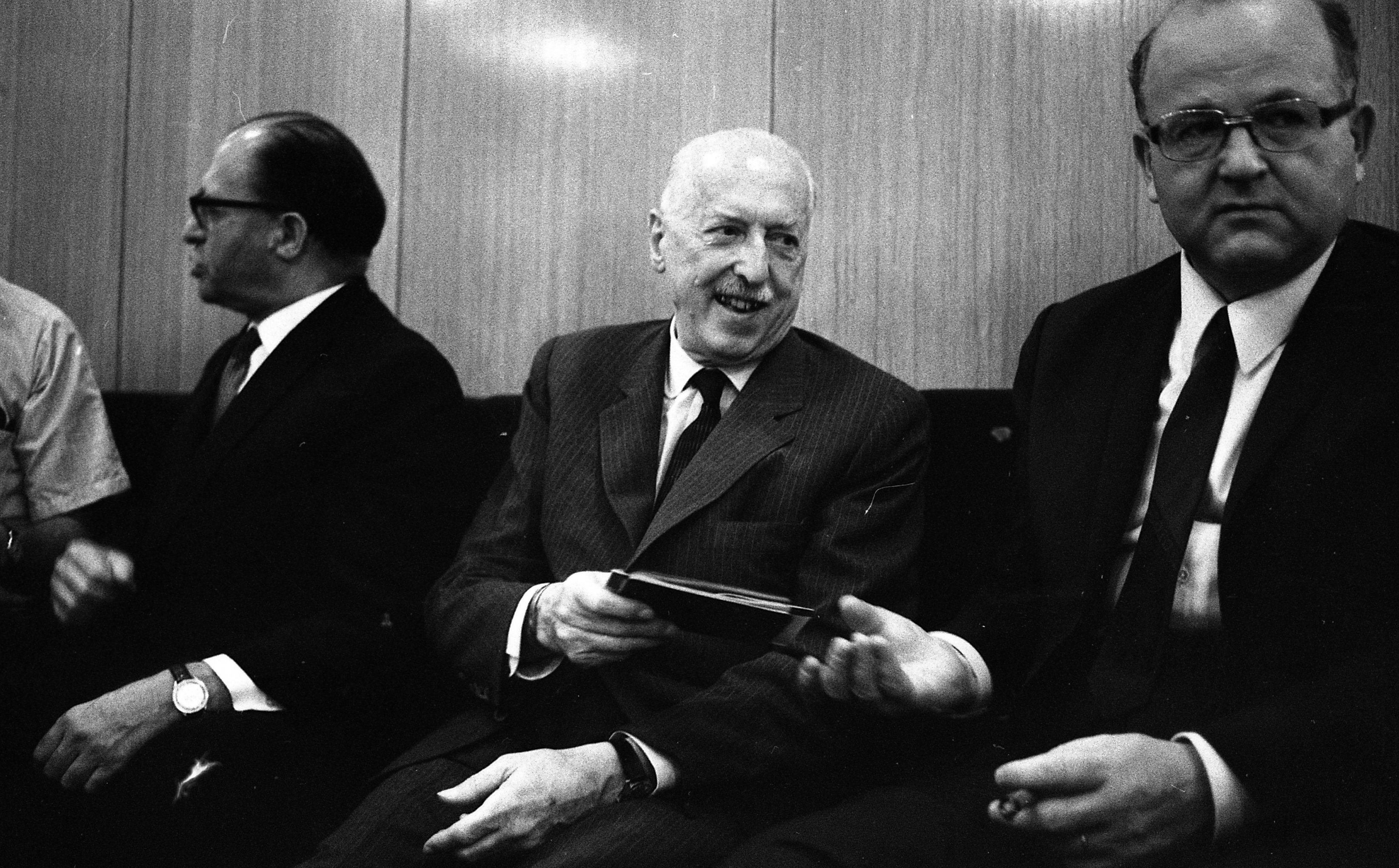
کونیگ، ۱۹۶۹

ماری-پی‌یر کونیگ (به فرانسوی: Marie-Pierre Kœnig) (زاده ۱۰ اکتبر ۱۸۹۸ در کان – درگذشته ۲ سپتامبر ۱۹۷۰) سیاستمدار و ژنرال ارتش فرانسه بود، که به او همدم آزادی نیز گفته می‌شد.
شهرت دیگر او در این بود که بعنوان فرمانده تیپ اول فرانسه آزاد در نبرد بئر حکیم (لیبی) در آفریقای شمالی که از ۲۶ مه ۱۹۴۲ تا ۱۱ ژوئن همین سال طول کشید، توانست با ۳۷۰۰ نفر در مقابل تهاجم ارتش‌های آلمان و ایتالیا که تقریباً ده برابر او نیرو داشتند در صحرای لیبی ایستادگی کند.

## زندگی‌نامه
ماری-پی‌یر کونیگ در دهم اکتبر سال ۱۸۹۸، در شهر کان در جنوب فرانسه در خانواده‌ای از ساکنان منطقه آلزاس متولد شد. وی در کالج سن ژوزف تحصیل کرد، سپس در دبیرستان مل ارب کان تحصیلاتش را ادامه داد. او در فعالیتهای ورزشی کانون پیشاهنگی کان شرکت داشت، و عضو فدراسیون ژیمناست‌های فرانسه (FGSPF) بود. در گردان ۳۶ پیاده خدمت می‌کرد و در فوریه سال ۱۹۱۸ بعنوان افسر نیروی دریایی فرانسه شروع بکار کرد. او در سوم سپتامبر سال ۱۹۱۸ به درجه ستوان دومی ارتقاء درجه پیدا کرد.

## فعالیت نظامی

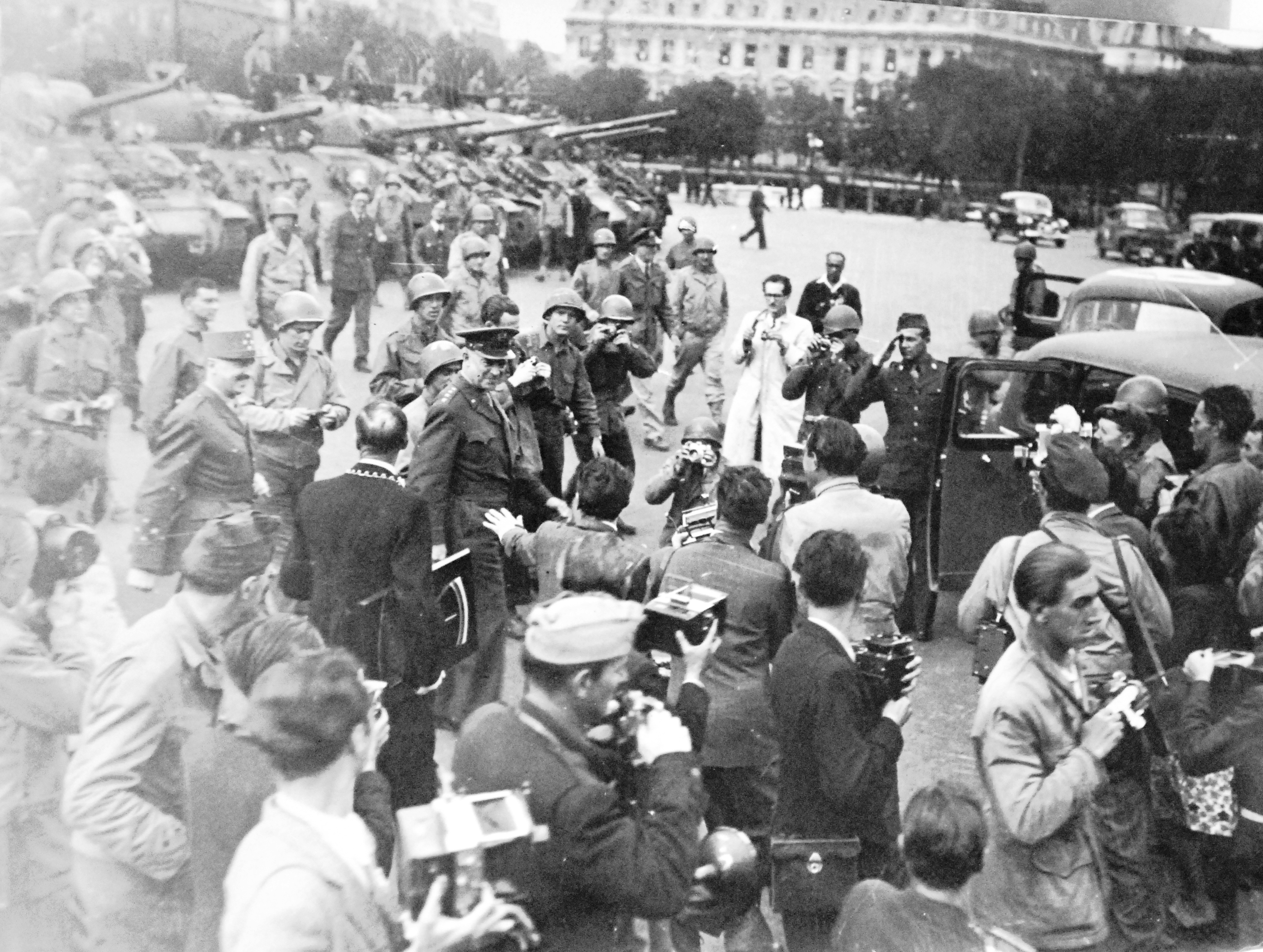
Liberation of Paris

کونیگ در خلال جنگ جهانی اول در نیروی زمینی فرانسه جنگیده و سوابق درخشانی از خود بر جای گذاشت. پس از جنگ او در کوه‌های آلپ در آلمان به عنوان معاون کاپیتان آدرین هنری خدمت کرد. پس از آن به عنوان فرمانده نیروهای فرانسوی در مراکش و کامرون خدمتش را ادامه داد.

### جنگ جهانی دوم
هنگامی که جنگ جهانی دوم آغاز شد، کونیگ به فرانسه بازگشت. در سال ۱۹۴۰ با درجهٔ سروانی به نیروهای فرانسه در نروژ پیوست که برای آن بعداً نشان نروژی چلیپای بزرگ جنگ با شمشیر را در سال ۱۹۴۲ دریافت نمود. پس از سقوط فرانسه از راه برتان به انگلستان گریخت.
در لندن کونیگ به ژنرال شارل دو گل پیوست و به سرهنگی ارتقاء درجه پیدا کرد. او رئیس ستاد نخستین لشکرهای نیروهای فرانسه آزاد گردید. در سال ۱۹۴۱ در نبردهای سوریه و لبنان شرکت داشت. او بعداً به درجهٔ سرتیپی نائل گردید و فرماندهٔ تیپ یکم فرانسه در مصر گردید. یکان ۳۷۰۰ نفره او به مدت ۱۶ روز (۲۶ مه - ۱۱ ژوئن ۱۹۴۲) نبرد بئر حکیم، نبرد دوم العلمین را در برابر لشکرهای متحدین فرماندهی کرد تا این که در تاریخ ۱۱ ژوئن ۱۹۴۲ به او دستور تخلیه داده شد. ژنرال دو گل به کونیگ گفت: «بشنو و به نیروهایت بگو. چشم همهٔ فرانسه به شماست. شما افتخار ما هستید.»
بعداً کونیگ به عنوان نمایندهٔ فرانسهٔ آزاد در مقرهای فرماندهی متفقین زیر نظر دولت دوایت آیزنهاور خدمت کرد. در سال ۱۹۴۴ فرماندهی یکان‌های فرانسوی در نبرد نرماندی به او داده شد. کونیگ همچنین مشاور نظامی دو گل نیز بود. در ژوئن ۱۹۴۴ فرماندهی کل نیروهای فرانسه آزاد (FFI) به او داده شد تا گروه‌های مختلف مقاومت فرانسه را با هم متحد کرده و زیر کنترل دو گل درآورد. به فاصله کوتاهی قبل از آزادی پاریس در تاریخ ۲۱ اوت ۱۹۴۴ دو گل کونیگ را به عنوان فرماندار نظامی پاریس منصوب کرد تا نظم و قانون را دوباره به پاریس بازگرداند.

### درخشش‌ها
در ۲۴ آوریل ۱۹۴۵ او مسئول دستگیری مارشال پتن که به آلمان پناهنده شده بود و در حال فرار به سوئیس بود گردید. پس از دستگیری ژنرال پتن را به مونتروژ محل نگهداری او اسکورت کرد.
پس از جنگ از سال ۱۹۴۵ تا ۱۹۴۹ کونیگ فرماندهٔ ارتش فرانسه در منطقهٔ اشغالی فرانسه در آلمان گردید.
در سال ۱۹۴۹ به سمت بازرس کل در آفریقای شمالی منصوب شد و در سال ۱۹۵۰ معاون شورای عالی جنگ گردید.
در ششم ژوئن سال ۱۹۸۴ عنوان مارشال فرانسه را از فرانسوا میتران دریافت کرد. او چهارمین ژنرالی بود که بعد از ژنرال ژان د لاتر د تسینی، آلفونس ژوئن و فیلیپ لکرک در آزادسازی فرانسه از اشغال نازی‌ها نقش داشت.

## خدمات
در سال ۱۹۵۱ پس از بازنشستگی به عنوان نمایندهٔ گلیست‌ها در پارلمان ملی فرانسه انتخاب شد؛ و مدت کوتاهی به عنوان وزیر دفاع زیر نظر پیر ماندس-فرانس (۱۹۵۴) و ادگار فور (۱۹۵۵) خدمت کرد.
از ۱۹ ژوئن تا۱۴ اوت سال ۱۹۵۴ او وزیر دفاع ملی و نیروهای مسلح در دولت پیر مندز بود و از ۲۳ فوریه تا ۶ اکتبر ۱۹۵۵ در دولت ادگار فور خدمت کرد.
در دوم ژانویه در انتخابات با-رن در ائتلاف با جنبش مردمی جمهوریخواهان (MRP) و اتحادیه مستقلین و کشاورزان در صدر لیست اتحادیه دمکراتیک جمهوریخواهان مجدداً پیروز شد.

## درگذشت
ماری-پی‌یر کونیگ در دوم سپتامبر سال ۱۹۷۰ در ۷۱ سالگی درگذشت و در گورستان مون مارتر به خاک سپرده شد.